# Вильяльба, Томас
Томас Вильяльба Альбин (исп. Tomás Villalba Albín; 9 декабря 1805 — 12 июля 1886) — государственный и политический деятель Уругвая, исполняющий обязанности президента Уругвая с 15 по 20 февраля 1865 года.

## Биография
С юности был последователем Мануэля Орибе, когда во время Великой осады Монтевидео тот создал Серритское правительство — был назначен военным комендантом департамента Сорьяно. Впоследствии был Политическим и полицейским главой департамента Колония, в 1852-53 годах — департамента Сорьяно, в следующем году возглавил департамент Серро-Ларго.
В период нестабильности, последовавший после Революции консерваторов 1855 года получил должность в финансовой администрации, во время президентства Берро занимал в 1860-61 годах пост министра финансов. В 1863 году был избран в Сенат. 
Когда 15 февраля 1865 года истёк срок временного президентства Агирре, Вильяльба, будучи главой Сената, принял на себя полномочия главы исполнительной власти. В это время шла война, и Монтевидео был осаждён войсками Бразильской империи, поддерживавших уругвайских «колорадос». Опасаясь резни, подобной той, что случилась в декабре прошлого года после падения Пайсанду, Вильяльба вступил в переговоры с осаждающими, и в итоге 19 февраля Монтевидео капитулировал, а он сам ушёл в отставку с поста главы правительства. До проведения официальных выборов во главе исполнительной власти встал возглавлявший «колорадос» Венансио Флорес